# Steven Klein (fotograf)
Steven Klein (født 30. april 1965) er en amerikansk fotograf med base i New York. Klein studerede maleri på Rhode Island School of Design, men blev aktiv som fotograf. Klein har lavet højtprofilerede reklamekampagner for firmaer som Calvin Klein, D&G, Alexander McQueen og Nike og er en hyppig bidragyder til magasiner som Vogue, i-D, Numéro, W og Arena. Han har også lavet reklamebilleder - herunder coverbilledet - til Britney Spears' tredje studiealbum og har instrueret musikvideoen til Lady Gagas single, "Alejandro".